# Rio Coura
O rio Coura é um rio português que nasce na serra da Boalhosa, na lagoa da Chã de Lamas e na serra de Corno de Bico e desagua na margem esquerda do Minho, sendo deste (com o Rio Mouro) um dos dois principais afluentes.
Banha os municípios de Paredes de Coura, Vila Nova de Cerveira e Caminha e as freguesias de Formariz, Paredes de Coura, Rubiães, São Martinho de Coura, Covas (Vila Nova de Cerveira), Vilar de Mouros, Venade, Vilarelho, Seixas, e Caminha.
Segundo Pinho Leal, o rio Benis seria o actual rio Coura. A partir do século I da era cristã, passou a chamar-se rio Froilano, e em época indeterminada recebeu o nome de rio Coura.
Uma das particularidades deste rio é que banha duas praias nas quais se realizam dois dos maiores festivais de verão em Portugal, o Festival Paredes de Coura e o Festival de Vilar de Mouros.

## Afluentes
São seus afluentes o regato de S. Gonçalo, o rio dos Cavaleiros Bico, o ribeiro de Brunheiros Insalde e Padornelo, o ribeiro de Lagido Insalde, o regato do Bouço Ferreira, o regato de Quintão Ferreira, o ribeiro da Valsa Insalde, o ribeiro de Rieiro Cunha e Rubiães, etc.

## Estuário
Zona de Protecção Especial para a Avifauna (ZPE), designada como Estuários dos Rios Minho e Coura, com o código PTZPE0001.

## Estação hidrométrica
Existiu uma estação hidrométrica designada por Pt. Mantelães, localizava-se no rio Coura que esteve em actividade no período de 1919 a 1941, entretanto extinta. De acordo com informações do INAG, esta estação possuía escala mas não foram definidas as respectivas curvas de vazão pelo que não existem registos de caudal.

## Hidroeléctrica do Coura
Em 1910 foi constituída a Empresa Hidroeléctrica do Coura, com uma central e barragem na freguesia de Covas, município de Vila Nova de Cerveira.

## Minas de volfrâmio e tungsténio
As Minas de exploração de volfrâmio e tungsténio, durante o período 1949-1984, em Vilares, lugar da freguesia de Covas, município de Vila Nova de Cerveira, actualmente encerradas.

## Ponte ferroviária sobre o rio Coura

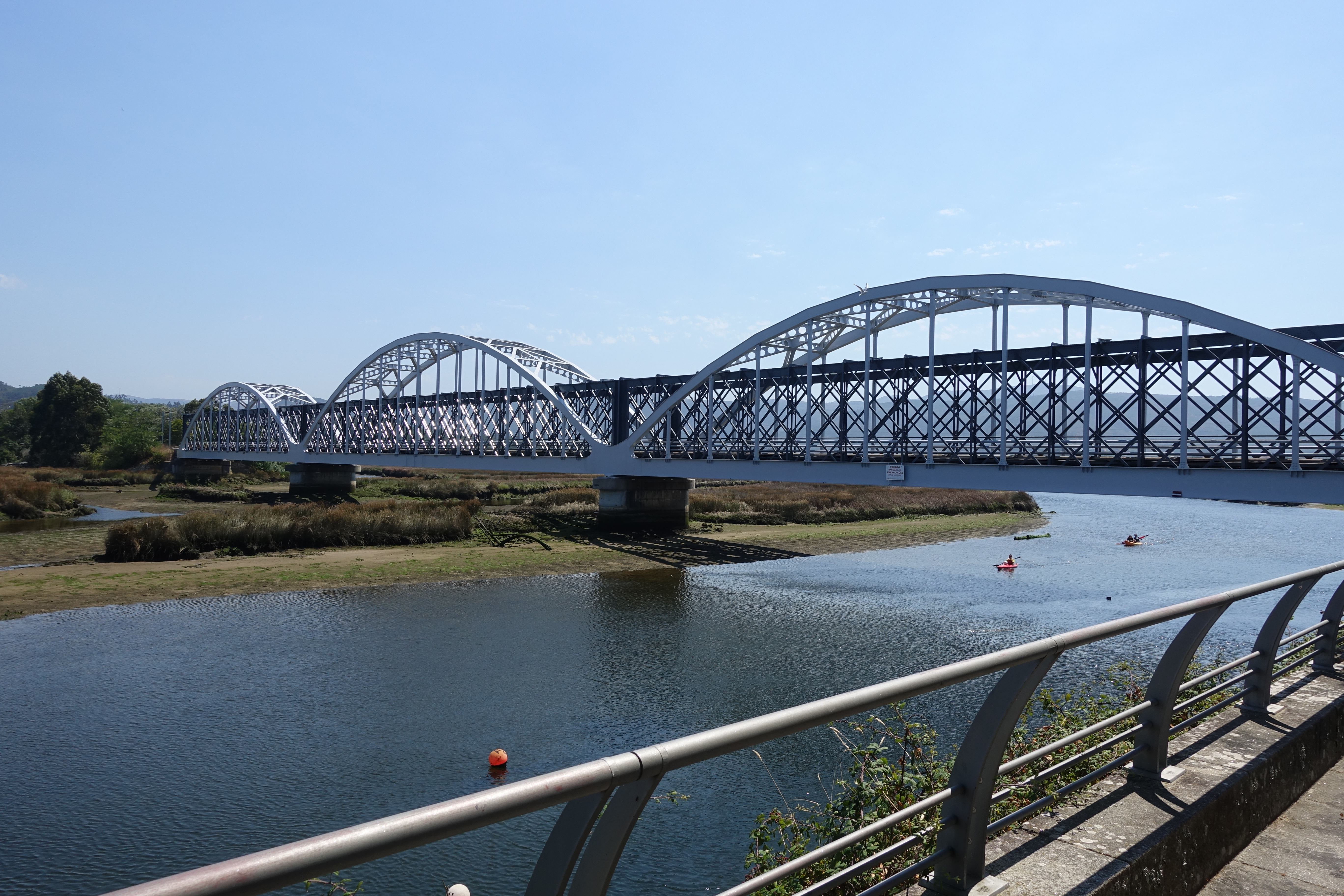

A ponte ferroviária sobre o rio Coura, em Caminha, sustentada por quatro pilares, dois deles pilares-encontro, em alvenaria aparelhada conta foi inaugurada em 15 de janeiro de 1879. Trata-se de uma ponte contínua, composta por três tramos com vãos de 51,250 m – 61,500 m e 51,250 m, perfazendo um total de 164,000 m. A treliça é de rótula múltipla, havendo, em qualquer plano normal ao eixo da ponte, pelo menos seis interseções com as diagonais de cada viga.
Em 1999 a ponte foi intervencionada com a finalidade de a manter em funções, uma vez que já não respondia aos novos paradigmas de carga e velocidade na Linha do Minho. Após intervenção prévia nos pilares foi montada a estrutura de reforço, sem que, todavia, ambas se tocassem – ficando cada uma a suportar o seu próprio peso – ou seja, a estrutura velha 1100 kg/m e a estrutura nova 1600 kg/m (valores por viga principal). O seu valor histórico e patrimonial levou a que, quer a ponte velha, quer o reforço, fossem pintados em cores contrastantes, para se poderem diferenciar.